# Liste der Monuments historiques in Rioux (Charente-Maritime)
Die Liste der Monuments historiques in Rioux (Charente-Maritime) führt die Monuments historiques in der französischen Gemeinde Rioux auf.

## Liste der Bauwerke
| Bezeichnung       | Beschreibung                           | Standort              | Kennzeichnung | Schutzstatus | Datum | Bild           |
| ----------------- | -------------------------------------- | --------------------- | ------------- | ------------ | ----- | -------------- |
| Château de Rioux  | Schloss, erbaut ab dem 15. Jahrhundert | (Lage)                | PA00104859    | Inscrit      | 1965  | weitere Bilder |
| Kirche Notre-Dame | Erbaut im 12. Jahrhundert              | Rue de Saintes (Lage) | PA00104860    | Classé       | 1903  | weitere Bilder |

## Liste der Objekte
Zum Verständnis siehe: Kirchenausstattung
| Bezeichnung                                               | Beschreibung                              | Standort                        | Kennzeichnung | Schutzstatus | Datum | Bild |
| --------------------------------------------------------- | ----------------------------------------- | ------------------------------- | ------------- | ------------ | ----- | ---- |
| Skulpturengruppe: Le Mariage mystique de sainte Catherine | Holz, 16. Jahrhundert                     | in der Kirche Notre-Dame (Lage) | PM17000251    | Classé       | 1904  |      |
| Kommode                                                   | Nussbaumholz, Anfang des 18. Jahrhunderts | in der Kirche Notre-Dame (Lage) | PM17000592    | Classé       | 1904  |      |